# Trisobbio
Trisobbio es un municipio italiano situado en la provincia de Alessandria, en Piamonte. Tiene una población estimada, a fines de mayo de 2024, de 644 habitantes.

## Evolución demográfica
| Gráfica de evolución demográfica de Trisobbio entre 1861 y 2024 |
|                                                                 |
| Fuente: ISTAT - Elaboración gráfica de Wikipedia                |